# Bedríacum
Bedríacum, Bebríacum o Betríacum era una ciutat de la Gàl·lia Cisalpina entre Verona i Cremona. No era un lloc important, però a la seva rodalia es van lliurar dues batalles importants: 
La primera batalla de Bedríacum l'any 69, any dels quatre emperadors, entre el general Aulus Cecina Aliè, lloctinent de Vitel·li, i el general Fabius Valens, lloctinent de Marc Salvi Otó. Cecina va obtenir una completa victòria i la mort d'Otó molt poc després la va acabar d'arrodonir.
La segona batalla de Bedríacum, el mateix any 69 i pocs mesos després de l'anterior combat, on l'exèrcit de Vitel·li va ser derrotat per Marc Antoni Prim, lloctinent de Vespasià a qui les legions d'orient havien proclamat emperador.
Cap de les dues batalles es va donar pròpiament a Bedríacum, sinó a la vora de la via que portava a Cremona, segons expliquen Tàcit i Plutarc. La seva situació no es coneix, però estaria propera a Bozzolo i al riu Po, segons es pot deduir de Tàcit, encara que la Taula de Peutinger la situa a la carretera de Cremona a Màntua.